# 24131 Jonathuggins
24131 Jonathuggins là một tiểu hành tinh vành đai chính với chu kỳ quỹ đạo là 1339.8375998 ngày (3.67 năm).
Nó được phát hiện ngày 4 tháng 11 năm 1999.